# Onthophagus cruciatus
Onthophagus cruciatus är en skalbaggsart som beskrevs av Ménétriès 1832. Onthophagus cruciatus ingår i släktet Onthophagus och familjen bladhorningar. Inga underarter finns listade i Catalogue of Life.